# Municipio de Whitehall (Míchigan)
El municipio de Whitehall (en inglés, Whitehall Township) es un municipio del condado de Muskegon, Míchigan, Estados Unidos. Tiene una población estimada, a mediados de 2023, de 1791 habitantes.

## Geografía
Está ubicado en las coordenadas 43°24′53″N 86°17′36″O / 43.41472, -86.29333 (43.414787, -86.293311). Según la Oficina del Censo, tiene una superficie total de 24.4 km², de los cuales 23.6 km² corresponden a tierra firme y 0.8 km² están cubiertos de agua.

## Demografía
Según el censo de 2020, en ese momento había 1768 personas residiendo en la zona. La densidad de población era de 74.9 hab./km². El 88.52 % de los habitantes eran blancos, el 1.13 % eran afroamericanos, el 0.68 % eran amerindios, el 0.45 % eran asiáticos, el 1.47 % eran de otras razas y el 7.75 % eran de una mezcla de razas. Del total de la población, el 4.47 % eran hispanos o latinos de cualquier raza.